# Trường quay truyền hình

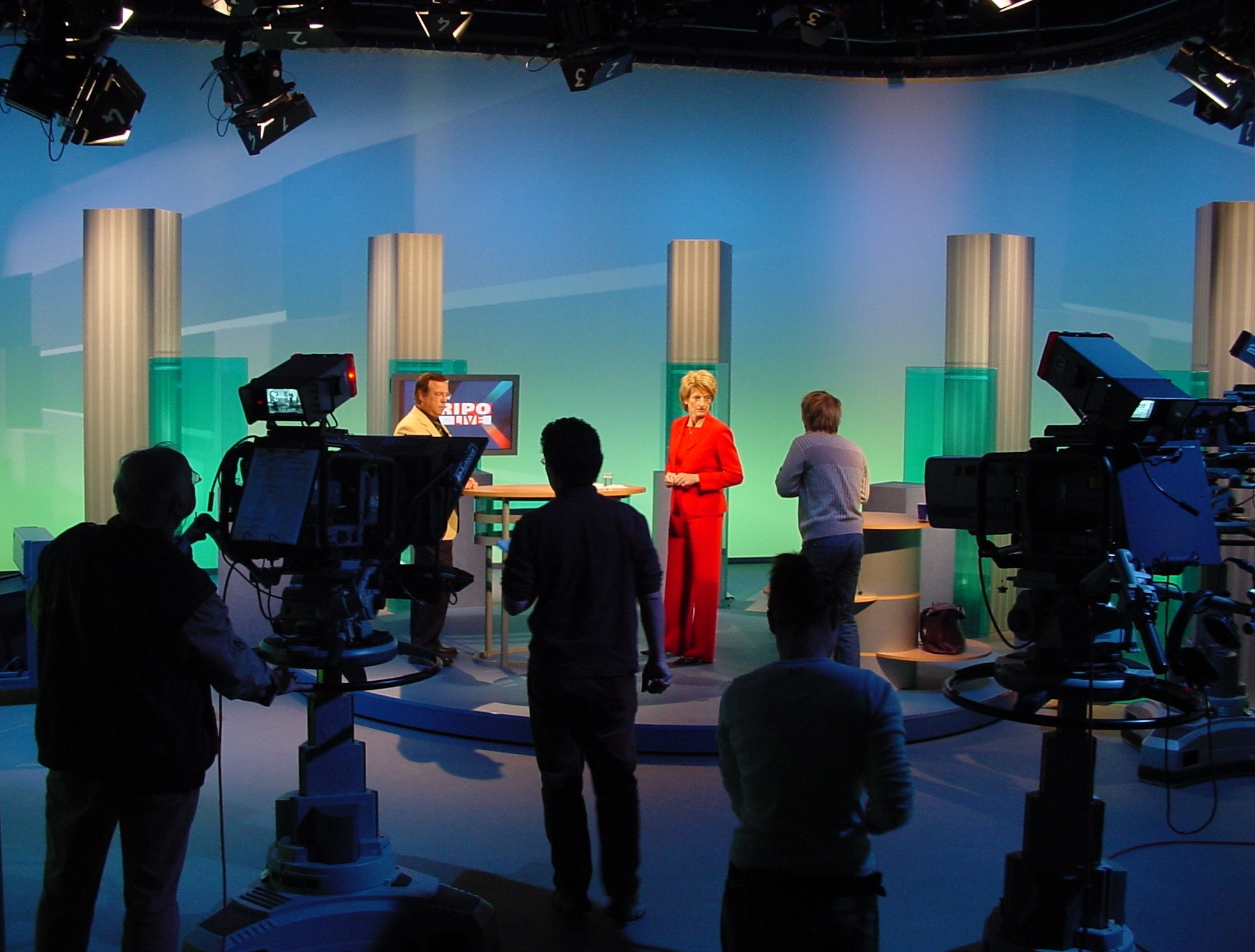
Một trường quay truyền hình đang trong quá trình sản xuất chương trình Kripo Live tại Trường quay số 1 của đài Mitteldeutscher Rundfunk (MDR), nước Đức

Trường quay truyền hình là một không gian được trang bị máy móc kỹ thuật đầy đủ nơi diễn ra quá trình ghi hình nhằm mục đích thu trực tiếp vào băng video, hoặc để thu được đoạn phim gốc phục vụ hậu kỳ. Việc dàn dựng trường quay thì tương tự hoặc cũng lấy nguyên mẫu từ các phim trường với một chút sửa đổi phục vụ những yêu cầu đặc biệt của quá trình sản xuất truyền hình.